# 1905年セオドア・ルーズベルト大統領就任式
第26代アメリカ合衆国大統領のセオドア・ルーズベルトの2回目の就任式は、1905年3月4日土曜日にワシントンD.C.のアメリカ合衆国議会議事堂のイーストポルティコで行われた。これは30回目となる大統領就任式であり、大統領としてのルーズベルトの2期目と副大統領としてのチャールズ・W・フェアバンクスの唯一の任期の始まりとなった。大統領就任宣誓は最高裁判所長官のメルヴィル・フラーにより執り行われた。

## 就任演説

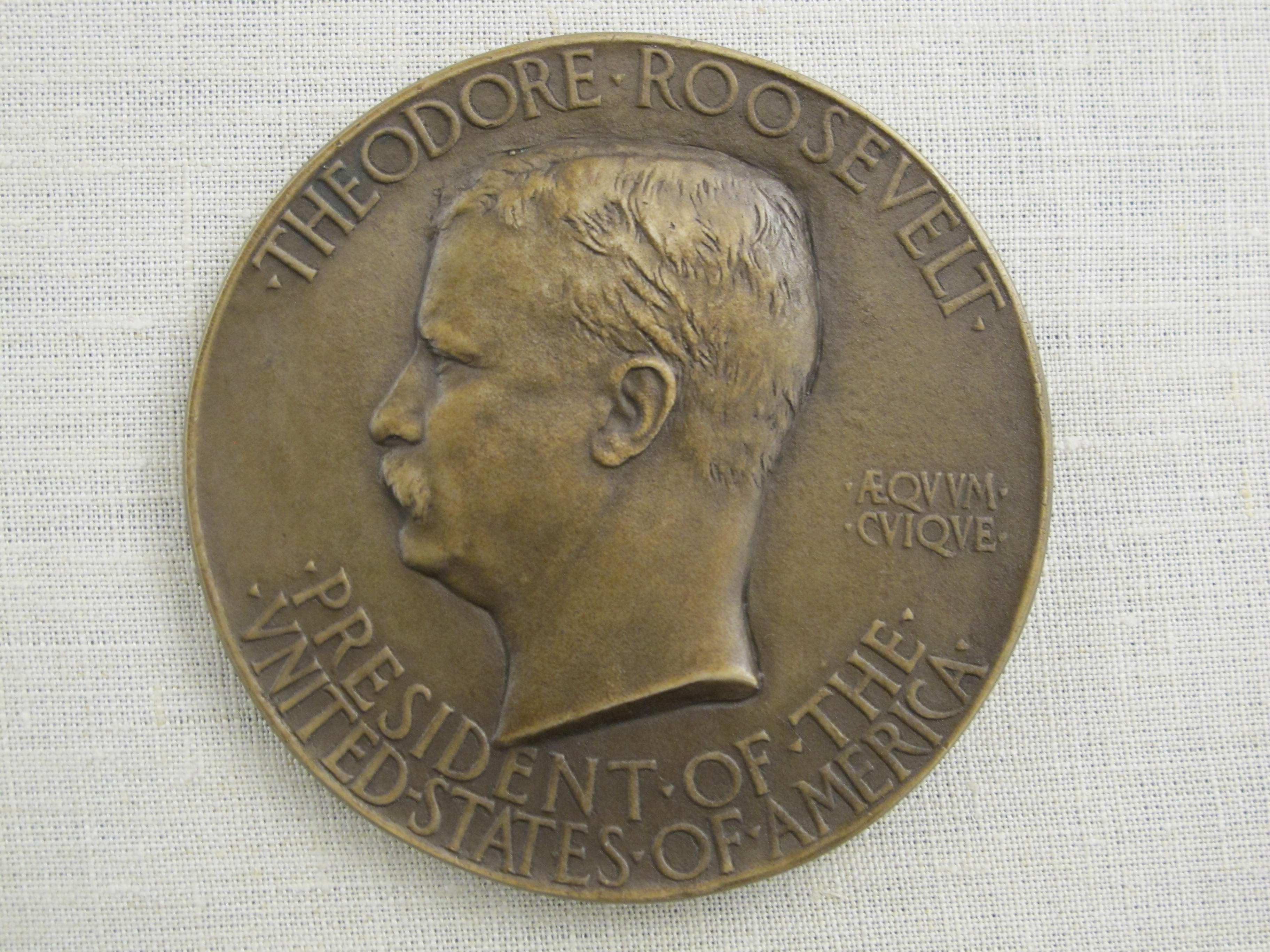
1905年ルーズベルト大統領就任記念メダルの表面。

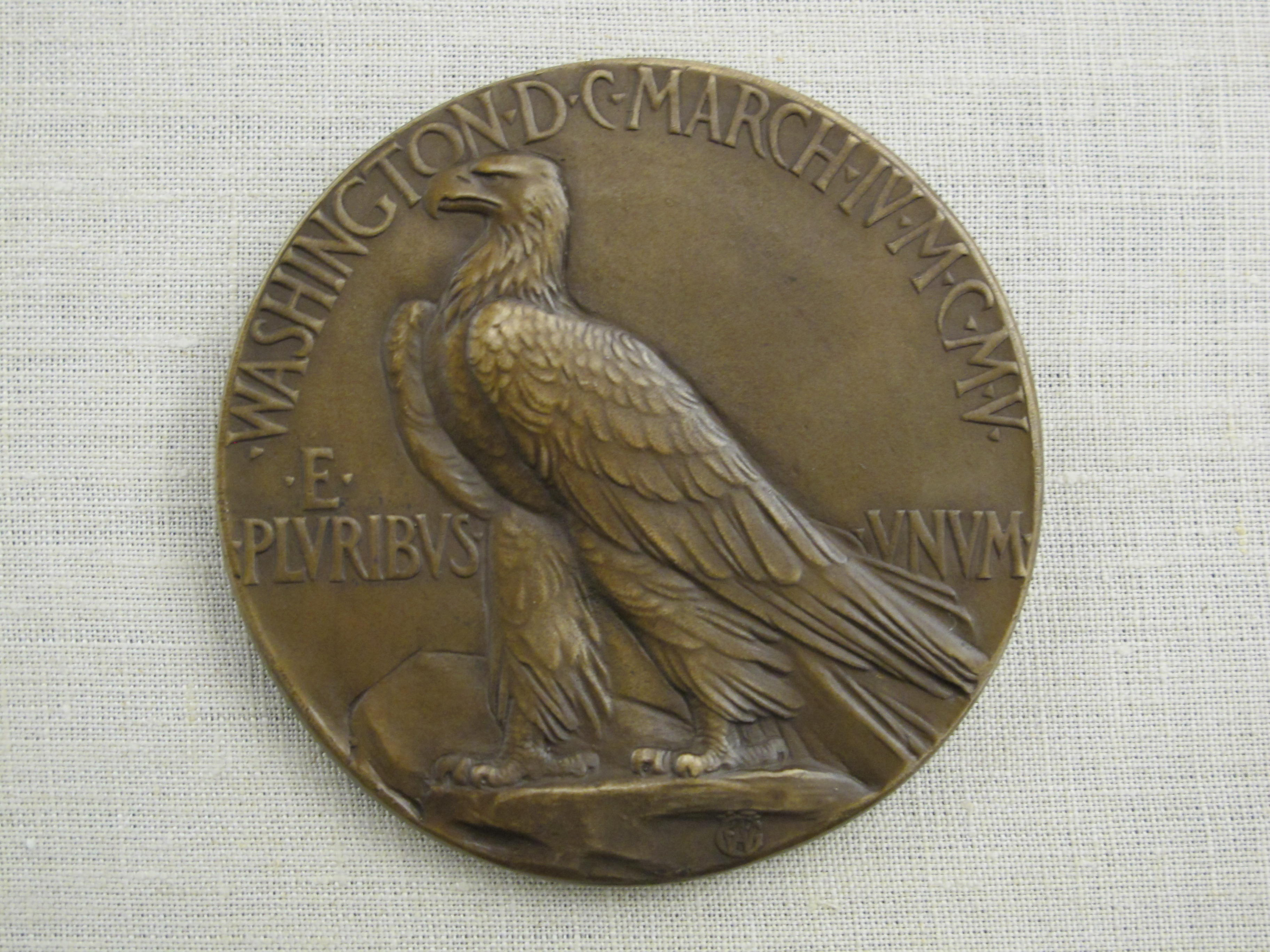
1905年ルーズベルト大統領就任記念メダルの裏面。

ルーズベルトは2回目の大統領就任演説を楽観的なトーンで行った。彼は過去の成功を語りつつ、将来の成功は努力によってのみもたらされると警告した。またどんな弱小国もアメリカを恐れる理由は無いとしながらも、アメリカが無礼な侵略の対象とはなることはないと論じた。ルーズベルトは世界との良好な関係も重要だが、アメリカ人同士の関係の方がより重要であるとした。ルーズベルトは建国の父たちが自国を悩ますある種の問題を予見できなかったことを認めつつ、これらはすべての偉大な国々が直面することであると断言した。ルーズベルトはアメリカ人が複雑な現代生活に適応することが困難であることを認めたが、工業化時代の技術革新は日常生活に多大な変化をもたらしたと断言した。ルーズベルトは自治の難しさについて語り、もしもアメリカが失敗すれば全ての自由主義国家を根底から揺るがすことになると警告した。ルーズベルトはアメリカ人に対しても、世界に対しても、そしてこれから生まれてくる世代に対してもこれは重い責任であるとした。ルーズベルトは、将来や目に見えない問題を恐れる理由はなく、正面から取り組むことを勧めた。最後にルーズベルトはアメリカ人が直面している問題は建国の父たちのものとは異なっているが、同じ精神で立ち向かうと主張した。

## 就任パレード
就任セレブレーションにはカウボーイ、インディアン（アパッチ酋長のジェロニモを含む）、炭鉱労働者、兵士、学生など様々な人々が参加した。パレードの映像がいくつか現存している。